# George Barlow (navigateur)
Pour les articles homonymes, voir George Barlow et Barlow.
George Barlow ou George Berley, né vers 1674 à Mellor, près de Blackburn et mort en baie d'Hudson en 1720, est un navigateur britannique. 

## Biographie
Membre de la Compagnie de la Baie d'Hudson dès 1708, il prend part à l'expédition de James Knight à la recherche du Passage du Nord-Ouest avec David Vaughan et John Scroggs comme commandant de l' Albany. Il franchit le cap Farewell, entre dans le détroit de Lancaster puis en mer de Baffin (1719) et disparait en baie d'Hudson avec tout son équipage.
Samuel Hearne retrouve en 1768 les restes des campements de l'expédition sur l'île Marble. 
Jules Verne l'évoque dans son roman polaire Les Aventures du capitaine Hatteras (partie 1, chapitre VI).